# Hôtel Britannique
Ne doit pas être confondu avec l'hôtel de Londres, dans la même ville.
L'immeuble au no 108 de la rue de France, anciennement hôtel Britannique, est un hôtel particulier à Fontainebleau, en France. Il accueille notamment, en 1833, les amants George Sand et Alfred de Musset et devient la propriété du peintre Alexandre-Gabriel Decamps de 1858 à sa mort en 1860.

## Situation et accès
L'édifice est situé au no 108 de la rue de France, dans la ville de Fontainebleau, et plus largement au sud-ouest du département de Seine-et-Marne.

## Historique

### Séjours des amants
En 1833, les amants George Sand et Alfred de Musset, respectivement romancière et poète, séjournent à Fontainebleau et ont l'occasion de vivre des moments passionnels dans la forêt. Ils logent alors au no 108 de la rue de France du 5 au 13 août 1833. Sand y séjourne de nouveau à l'été 1837 avec son autre amant, l'acteur Bocage. Elle y retourne une nouvelle fois du 20 au 23 mars 1856 avec son compagnon, le graveur et auteur dramatique Alexandre Manceau,.

### Succession de propriétaires

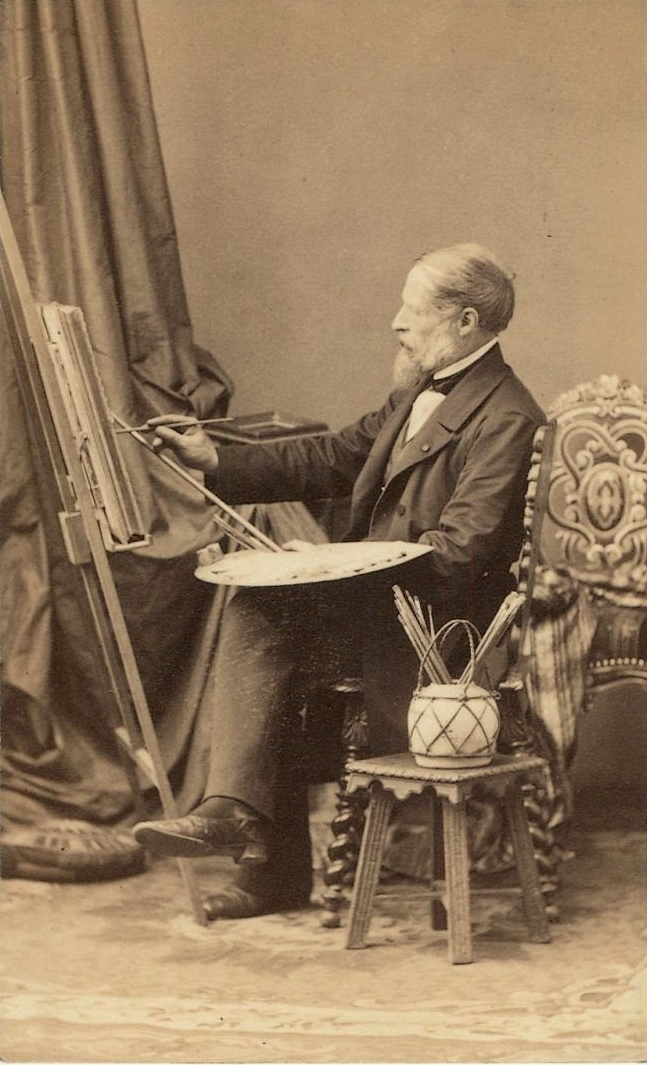
Photographie de Decamps.

À ses débuts, l'hôtel est la propriété de Jean Robert d'Aiguillon, puis de Brancas Duponceau, huissier à la Chambre des députés. Entre-temps, en 1838, une portion de terrain de 6 ares et 50 centiares est acquise par Nicolas Dole dans le jardin dépendant de la propriété. Duponceau vend l'hôtel à M. Javal le 21 août 1840. Il appartient ensuite à Antoine Duguet, Lecrosnier, Lehoux, baronne de Gentet. Cette dernière la vend au peintre et graveur Alexandre-Gabriel Decamps le 11 juillet 1858.

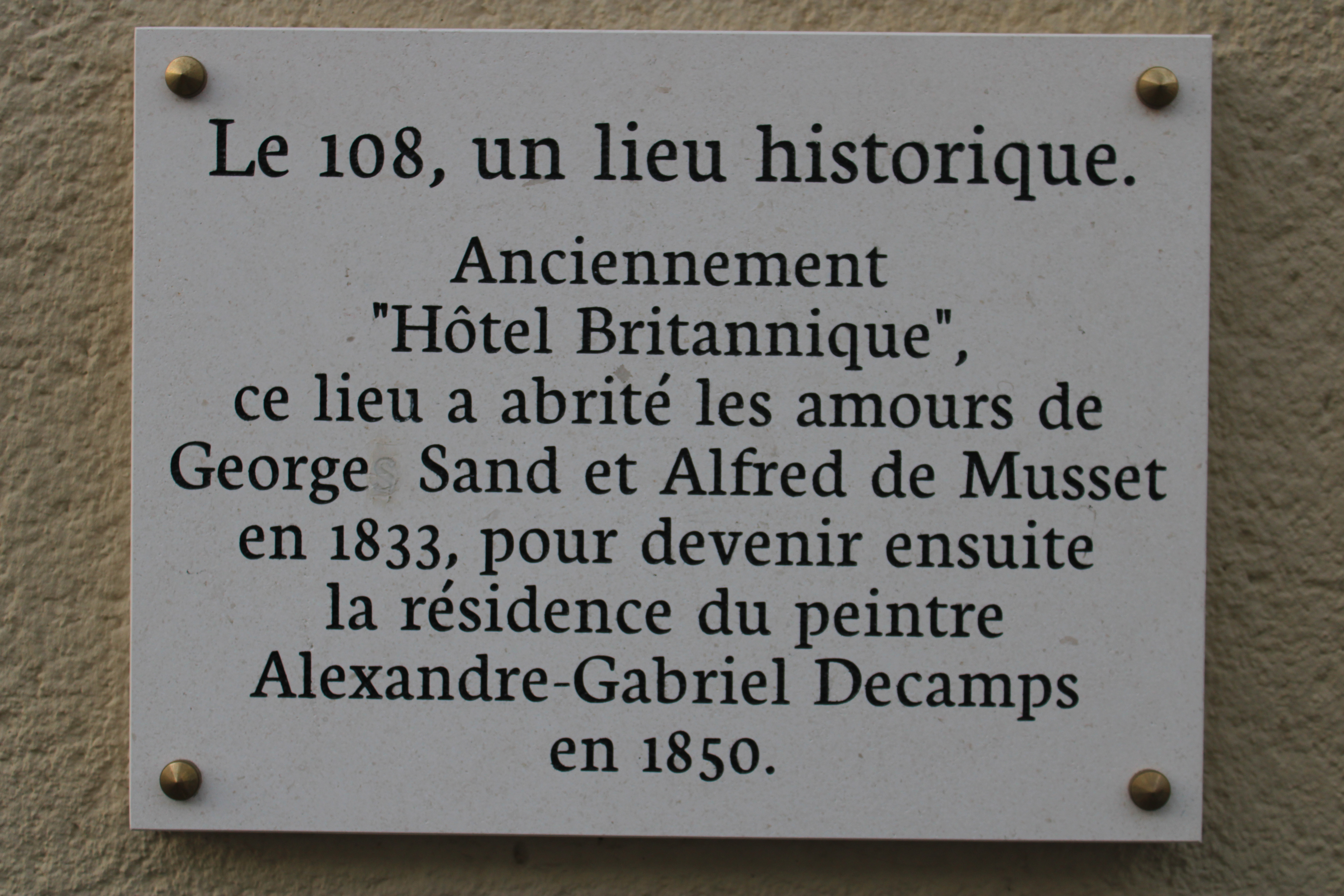
Plaque commémorative à l'entrée depuis la rue.

Le 22 août 1860, Decamps est gravement blessé lors d'une promenade à cheval dans la forêt de Fontainebleau et succombe le soir même dans son hôtel. Ses héritiers vendent la propriété au baron de Mauroy, le 9 avril 1864,. Elle passe par la suite à la baronne de Mauroy.

### Rénovation et projet immobilier

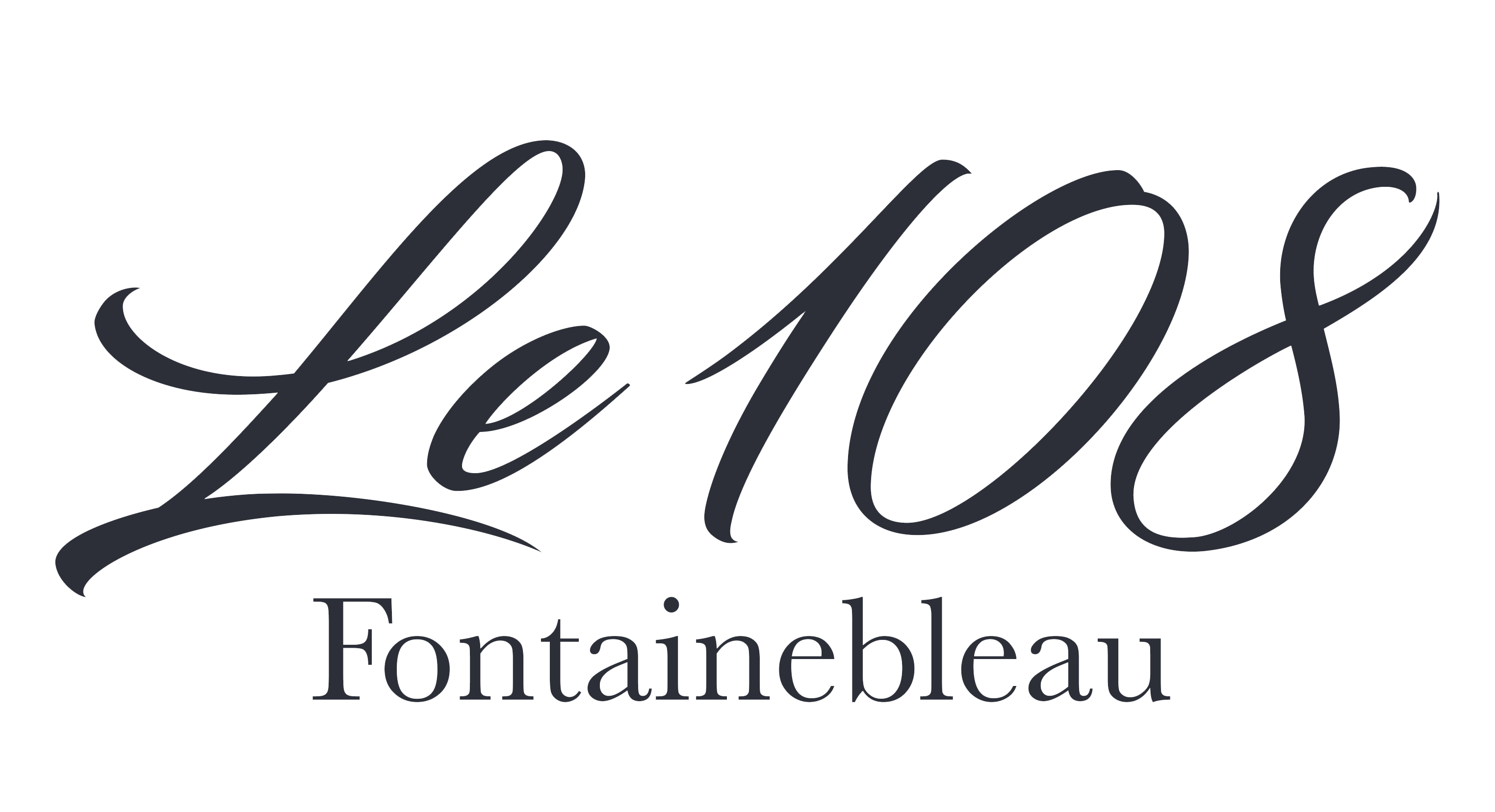
Logotype du projet immobilier « Le 108 ».

Le bâtiment principal et ses pavillons annexes sont rénovés dans les années 2010 dans le cadre d'un projet immobilier et une plaque présentant brièvement son historique est apposée à côté du portail principal, au début des années 2020.

## Structure

### Bâtiment principal
Le bâtiment principal s'élève sur 3 niveaux et est composé de 8 travées. Les façades du rez-de-chaussée et du premier étage, entièrement blanches, sont surmontés d'une toiture en ardoise à la Mansart. Au deuxième étage, les deux lucarnes centrales ainsi que celles aux extrémités, ocrées, encadrent des ouvertures rectangulaires dans la toiture, tandis que les deux autres paires disposées symétriquement entre les premières, d'une teinte proche de celle de la toiture, sont ornementés et accompagnent des ouvertures ovales.

### Bâtiments annexes
Deux bâtiments annexes, apparentés à des pavillons, donnant sur la rue et encadrant l'entrée principale, s'élèvent également sur trois niveaux. Composés de briques, ils arborent des façades recouvertes d'une peinture à la teinte majoritairement saumon entrecoupées de bandes blanches.

### Atelier de Decamps
À la suite de la mort de Decamps et au moment de la mise en vente de son atelier, la Gazette des beaux-arts décrit ainsi les intérieurs de l'artiste :

« [...] cette chambre de travail où tout parlait si éloquemment du mort regretté : la palette chargée de couleurs à peine sèches, la pipe de Cummer accrochée à la glace sans avoir été débourrée, la cravache jetée sur une table comme au retour de la promenade. Un affreux papier perse, à grands bouquets de roses sur un fond gris, couvrait les murs du plus harmonieux de nos coloristes ; une chambre froide, pauvrement éclairée par une fenêtre donnant sur un jardin sans horizon, suffisait au peintre des grandes perspectives. Sur une étagère, une tête de mort sciée en deux, une statuette de chameau en plâtre : dans un cadre, quelques lithographies d'Eugène Le Roux, de Roqueplan, et la Jeune Fille à la fontaine de Papety, tels furent les objets qui frappèrent les visiteurs. »